# Nannaria ohionis
Nannaria ohionis är en mångfotingart som beskrevs av Loomis och Hoffman 1948. Nannaria ohionis ingår i släktet Nannaria och familjen Xystodesmidae. Inga underarter finns listade i Catalogue of Life.